# Kurt Arnold Findeisen

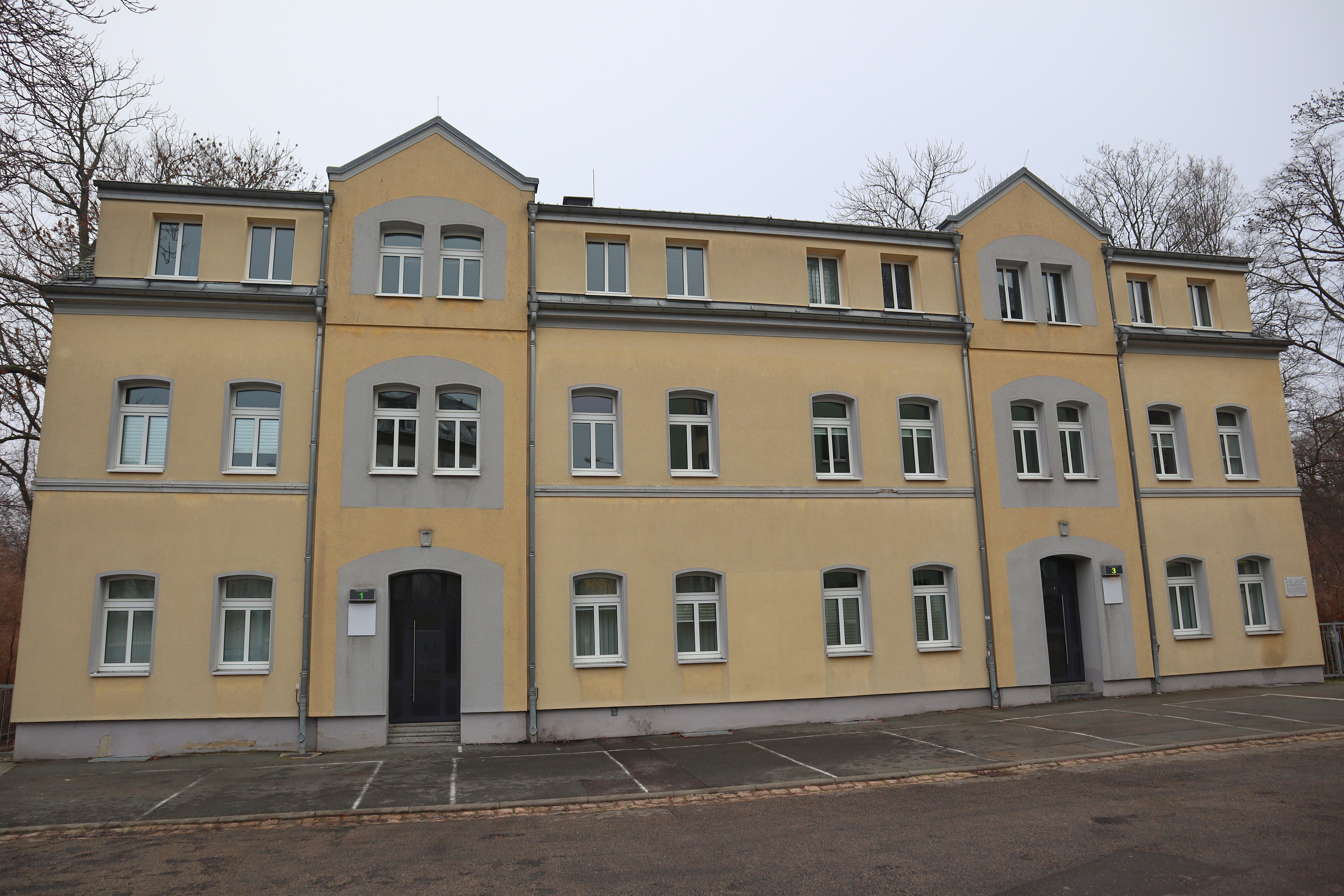
Geburtshaus von Kurt Arnold Findeisen, Parkstraße 3 in Zwickau

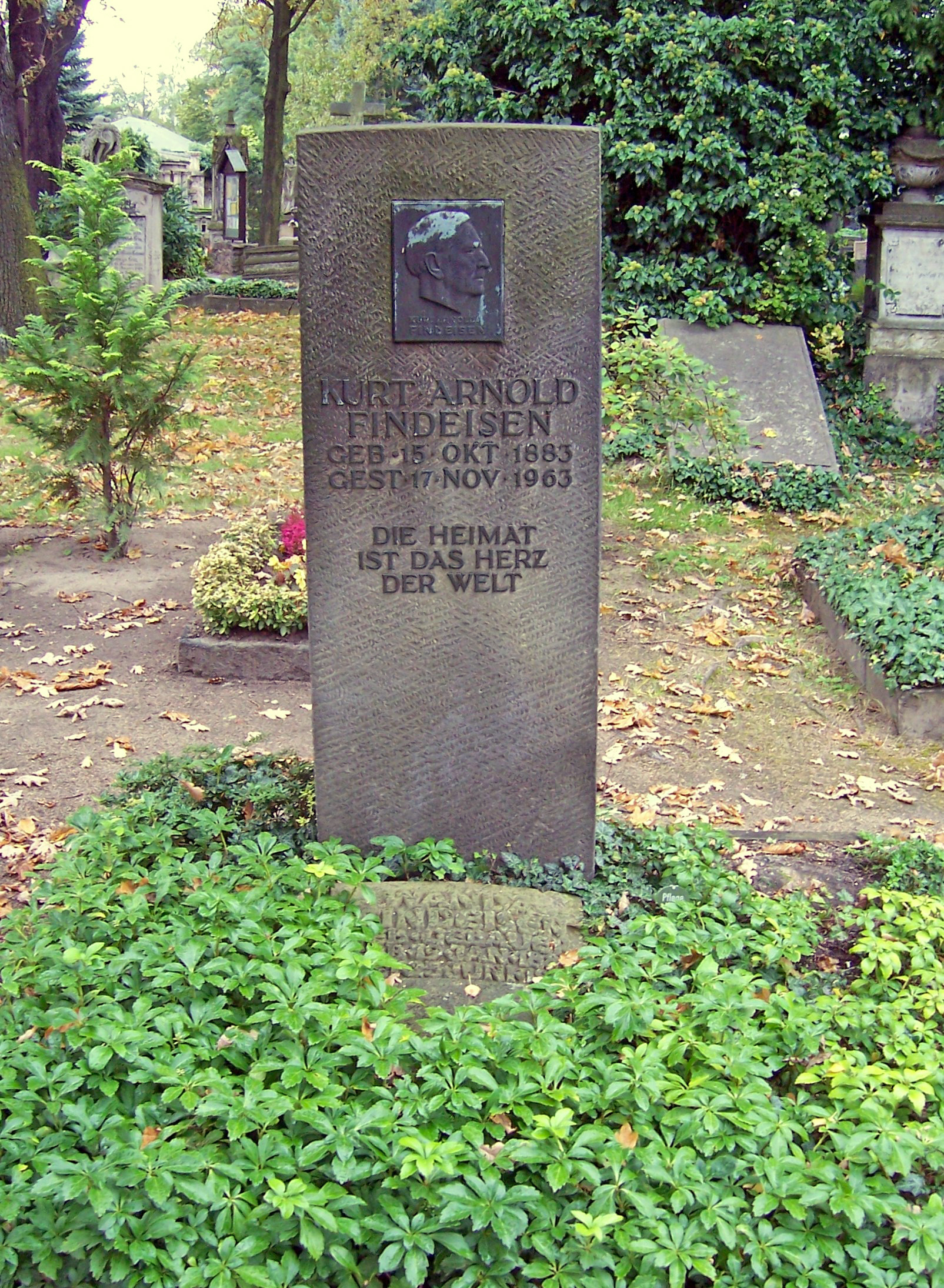
Grab von Kurt Arnold Findeisen auf dem Trinitatisfriedhof in Dresden.

Kurt Arnold Findeisen (* 15. Oktober 1883 in Zwickau; † 18. November 1963 in Dresden), Pseudonym Wendelin Dudelsack, war ein deutscher Schriftsteller.

## Leben
Kurt Arnold Findeisen kam 1883 als Sohn des Bergbeamten August Findeisen (1842–1911) und der Lehrertochter Agathe geb. Arnold (1859–1890) in Zwickau zur Welt. In Schneeberg besuchte er sechs Jahre das Lehrerseminar. Anschließend bildete er sich durch Studien in Jena weiter. Er arbeitete ab Ostern 1909 als Lehrer in Plauen. Seine erste literarische Arbeit, mit der er in diesen Jahren an die Öffentlichkeit trat, war Robert Schumanns Kinderszenen auf dem Hintergrund seiner Kinderzeit. Von 1912 an war er Mitherausgeber der Monatsschrift Das Vogtland und seine Nachbargebiete: Monatsschrift für heimatliche Kunst, Literatur und Wissenschaft, die in Plauen erschien. Herausgeber waren neben Findeisen (Ressort Literatur) Paul Miller (Kunst) und der Architekt Paul Rösler (Wissenschaft). Während des Ersten Weltkrieges diente er ab Juli 1915 als freiwilliger Krankenpfleger in Frankreich. 1916 wurde der Sohn Heinrich geboren. Nach dem Krieg zog die Familie 1919 nach Dresden. Von 1920 an war er Herausgeber der Monatsschrift Neue Heimat, dann Sächsische Heimat, zuletzt Mitteldeutsche Monatsblätter. 1925 wurde er mit der literarischen Leitung im Nebensender Dresden der Mitteldeutschen Rundfunk AG betraut, die im Herbst 1930 aus Sparsamkeitsgründen aufgelöst wurde. Ab 1931 fungierte er als Dezernent für Schul- und Pädagogischen Funk und leitete zunächst den Jugendfunk. Bis 1933 war Findeisen ständiger Mitarbeiter des Rundfunks. Zum 1. Mai 1933 trat er der NSDAP bei (Mitgliedsnummer 2.451.106), Unmittelbar nach der „Gleichschaltung“ des Sachverständigenausschusses für Schulfunk am MDR, den Findeisen leitete, erfolgte seine Ernennung zum Gaureferenten des NSLB für Jugend- und Volkserziehung im Funk.
1934 wurde er von den Nationalsozialisten fristlos entlassen und wirkte fortan als freier Schriftsteller in Dresden, wo er bis zu seinem Tod 1963 lebte. Ungeachtet dieser Entlassung bedienten sich jedoch die Nationalsozialisten gern weiter seiner volkskundlichen Texte wie z. B. in der Anthologie „Deutsche Weihnachten“ (Widukind-Verlag Berlin, dritte Auflage 1943). Er selbst näherte sich hingegen mit der Publikation von Gedichten wie Die Front der Frauen im Jahre 1942 wieder den Nationalsozialisten an und nahm beispielsweise Werke wie Der Führer des nationalsozialistischen Lyrikers Wolfram Brockmeier in die von ihm herausgegebenen Publikationen auf.

## Werk
Findeisens Werk umfasst im Wesentlichen volkstümliche, seiner sächsischen Heimat verbundene und biographische Romane. Auch als volkstümlicher Lyriker trat er mit zahlreichen Gedichtbänden hervor (z. B. Mutterland, 1914) und wurde u. a. von Mathias Wieman rezitiert.
Aus seinem erzählerischen Werk wurde besonders sein 1922 erschienener Roman über den erzgebirgischen Volkshelden Karl Stülpner: Der Sohn der Wälder bekannt, ebenso seine zahlreichen Musikerromane wie Herzen und Masken (1921), Davidsbündler (1924) und Du meine Seele, Du mein Herz (1936) über Robert Schumann, Ein Musikant ging durch die Welt (1932) über das Leben Franz Schubert, Lied des Schicksals (1933) über Brahms, Gottes Orgel (1935) über Bach und Händel, Das Leben ein Tanz (1941) über Johann Strauß. Über Ludwig Richter schrieb Findeisen zudem ein Bühnenspiel (Ein deutsches Herz, 1924/25), welches zum 50. Todestag Ludwig Richters mit Erich Ponto in der Hauptrolle 1934 eine vielbeachtete Uraufführung erlebte. Der Dresdner Kreuzkantor Rudolf Mauersberger vertonte Texte Findeisens aus dem Goldenen Weihnachtsbuch im Weihnachtszyklus der Kruzianer und andere Texte in den Zyklen Dresden und Erzgebirge.
Findeisen war Mitherausgeber der Reihe Stimmen der Landschaft, Dichtungen und Kulturbilder in hochdeutscher Sprache, die bis in die 1940er Jahre im Bastei-Verlag in Dresden erschien.
Am 13. Februar 1945 wurde Kurt Arnold Findeisen durch die Luftangriffe auf Dresden ausgebombt und obdachlos. Sein kleiner, nur wenige Tage alter Enkelsohn starb an Rauchvergiftung. Das von ihm liebevoll zusammengetragene Archiv mit seltenen Quellen zur Volkskunde wurde dabei ebenso ein Opfer der Flammen wie auch seine Sammlung alter erzgebirgischer Volkskunst. Das Romanmanuskript zu Eisvogel, der Roman Johann Gottfried Seumes (erschienen 1953) wurde jedoch durch seine Frau gerettet.
Mit Der Perlenwagen. Bilderbogen einer Kindheit legte Findeisen ein Jahr vor seinem Tod ein autobiographisches Werk vor.
Findeisens 13-strophige Ballade Nikol Reifenteufel wurde von dem Leipziger Liedermacher Dieter Kalka vertont und war Vorbild für den Mittelaltermusiker Mike Paulenz, der sich fortan Teufel nannte und seitdem mit diesem Habitus auftritt.
Mit den Romanen Der Goldene Reiter und sein Verhängnis und Flügel der Morgenröte erzählt Findeisen sächsische und Dresdner Geschichte über die Dauer von Jahrzehnten des 17., 18. und 19. Jahrhunderts. Sind es im ersten Roman die Künstler, Wissenschaftler und Erfinder und ihre Werke in Dresden wie Matthäus Daniel Pöppelmann, Balthasar Permoser, Johann Melchior Dinglinger, Ehrenfried Walther von Tschirnhaus, Johann Friedrich Böttger, so führt der zweite Roman in das 19. Jahrhundert zu Johann Andreas Schubert, Carl Gustav Carus, Richard Wagner und anderen.

## Auszeichnungen
1929 wurde Findeisen mit dem im selben Jahr gestifteten sächsischen Lessingpreis ausgezeichnet und 1943 wiederum der erste Preisträger des Gaukulturpreises von Sachsen. In der DDR erhielt er 1956 den Literaturpreis der Stadt Dresden.

## Darstellung Findeisens in der bildenden Kunst
Hansfritz Werner: Der Dichter Kurt Arnold Findeisen (Porträtbüste; ausgestellt 1944 auf der Großen Deutschen Kunstausstellung in München)

## Leitspruch
Die Heimat ist das Herz der Welt!

## Werke (Auswahl)
- Mutterland. Verse und Bilder aus dem Erzgebirge und dem alten Gau der Vögte. Vogtland-Verlag A. Kell’s Buchhandlung, Plauen 1914
- Klaviergeschichten. Versuch zur Hebung des musikalischen Geschmacks und zur Verinnerlichung des deutschen Wesens. Leipzig, Dürrsche Buchhandlung. 1915.
- Heimwege (Geschichten), Reuß & Itta, Verlagsanstalt, Konstanz 1918
- Aus der Armutei. Soziale Gedichte. Ed. Fockes Verlagsbuchhandlung, Chemnitz 1919
- Der Davidsbündler. (Robert Schumann. Ein Lebensroman in zwei Teilen.) 2 Bde. Grethlein & Co., Leipzig und Zürich o. J. (1921/1924)
- Der Sohn der Wälder (Roman um den Wildschützen Karl Stülpner), Leipzig 1922
- Ahnenland: Balladen, Romanzen, Legenden. Oscar Laube, Dresden 1922
- Das goldene Weihnachtsbuch. Mitteldeutsche Verlagsgesellschaft, Leipzig 1928
- Das Herz im Walde. Sechs Weihnachtsliedgeschichten und ein Krippenspiel. Deutscher Verein für ländliche Wohlfahrts- und Heimatpflege, Berlin 1930
- Ein Musikant ging durch die Welt (Lebensgeschichte Franz Schuberts in drei Schattenbildern), Eichblatts Deutsche Heimatbücher 46, Hermann Eichblatt Verlag, Leipzig o. J. (1932)
- Deutschland, Deutschland über alles. Wie das Lied der Deutschen entstand. (Volksliedgeschichte), Verlag Moritz Diesterweg, Frankfurt a. M., o. J. (1932)
- Lied des Schicksals (Roman um Johannes Brahms). Koehler & Amelang, Leipzig 1933
- Gottes Orgel (Roman um Bach und Händel). Richard Bong, Berlin o. J. (1935)
- Es ist ein blonder Schein – Tagebuch aus Kriegsjahren in Frankreich. Koehler & Amelang, Leipzig 1936
- Der letzte Bergmann. Erzählungen. Kurzgeschichten. Wilhelm-Limpert-Verlag, Dresden 1936
- Das goldene Weihnachtsbuch aus dem Erzgebirge, Zwinger-Verlag, Dresden 1936
- Das Spiel vom Prinzenraub oder Der Mann aus dem Walde (Volksschauspiel). Julius Beltz, Langensalza, Berlin, Leipzig 1937
- Johann Gottfried Seume. Wanderer, Soldat, Patriot. Reihe Große Sachsen – Diener des Reiches, Band 3. Heimatwerk Sachsen v. Baensch Stiftung, Dresden 1938
- Innsbruck ich muß dich lassen. Geschichten um das deutsche Volkslied. Enßlin & Laiblin, Reutlingen 1939
- Der Siebenpunkt oder Die Reise ins Elbsandsteingebirge. Kleiner Roman eines heiteren Tages. Philipp Reclam jun., Leipzig 1939
- Der östliche Traum. Ein Roman von Freundschaft, Liebe und großer Fahrt. v. Hase & Koehler, Leipzig 1940 (Roman über die holsteinische Gesandtschaft nach Persien 1635–1639 um Adam Olearius und Paul Fleming)
- Paul Fleming, der Dichter und Ostlandfahrer. Reihe Große Sachsen – Diener des Reiches, Band 15. Heimatwerk Sachsen v. Baensch Druckerei, Dresden o. J. (1940)
- Das Leben ein Tanz, der Tanz ein Leben. Der Walzerkönig Johann Strauß und seine Zeit. Hermann Eichblatt Verlag, Leipzig 1941
- Im Narrenhäusel. Heitere Geschichten von sächsischen Schelmen und Käuzen. Erwin Kintzel Verlag, Berlin o. J. (1943)
- Wendelin Dudelsack. Bittersüße Verse. Privatdruck. Gerhard Schulze, Leipzig 1943
- Wenn Weihnachten ist … Münchner Lesebogen Nr. 117. Münchner Buchverlag, München o. J. (1943)
- Der kleine Melchior und das Weihnachtskind. Eigenverlag, Dresden 1947
- Die Dresdener Kreuzkirchenlegende. Dresden 1948
- Der Goldschmied Johann Melchior Dinglinger und sein Glück. Verlag Biberacher Verlagsdruckerei, Biberach-Riß 1951
- Eisvogel. Der Roman Johann Gottfried Seumes (Roman), 1953
- Der goldene Reiter und sein Verhängnis. Glanz und Elend einer unsterblichen Stadt. Eine Roman-Chronik. Verlag der Nation, Berlin 1954
- Herzen und Masken. Roman um Robert Schumann. Henschelverlag, Berlin 1956
- Flügel der Morgenröte. Ein Dresdener Roman. Verlag der Nation, Berlin 1956
- Melodie der Freude und andere Alt-Dresdener Erzählungen, Berlin 1958
- Schatten im Sonnenschein. Erzählungen. Union Verlag, Berlin 1960
- Der große Kantor und seine Orgel (Roman um Johann Sebastian Bach), 1961
- Abglanz des Lebens. Erzählungen. Verlag der Nation, Berlin 1963
- Der Perlenwagen. Bilderbogen einer Kinderzeit (Autobiografie). Union Verlag, Berlin 1963